# Luis Iberico
Luis Enrique Iberico Robalino (ur. 6 lutego 1998 w Limie) – peruwiański piłkarz występujący na pozycji skrzydłowego lub napastnika, reprezentant Peru, od 2023 roku zawodnik łotewskiej Rigi.